# Technologie de la Rome antique
 (juin 2015).
 (juin 2015).
- Si vous ne connaissez pas le sujet, laissez ce bandeau (vous pouvez alors contacter les auteurs).
- Si vous supprimez le contenu mis en cause (vous pouvez préalablement contacter les auteurs),

argumentez précisément cette suppression dans la page de discussion
(un manque de référence n'est pas un argument ; une recherche réelle de référence doit avoir été effectuée, être formellement documentée).

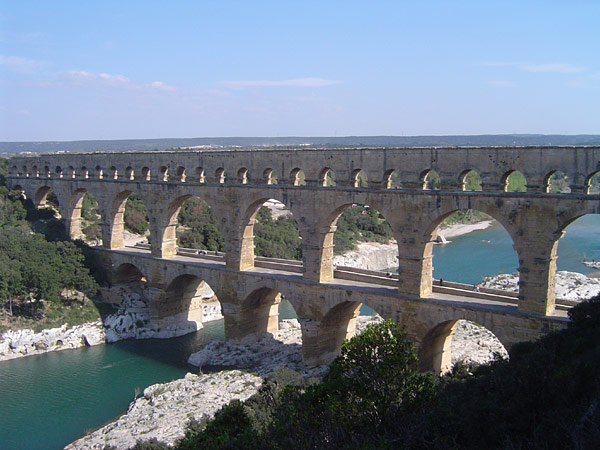
Le pont-aqueduc du Gard a probablement été construit au I de notre ère.

La technologie romaine est un des aspects les plus importants de la civilisation romaine. Cette technologie a été certainement la plus avancée de l'Antiquité. Elle a permis la croissance démographique de Rome, mais lui a aussi donné sa puissance économique et militaire. De très nombreuses techniques ont été oubliées après la chute de l'Empire romain à la suite des grandes migrations.
La technologie romaine est issue de redécouverte ou d'importation de nouvelles techniques dans des domaines aussi divers que l'ingénierie civile, la construction navale ou l'élaboration de matériaux. Certaines de ces techniques n'ont pu être redécouvertes et reproduites qu'à partir du XIXe siècle, grâce à la science et à la puissance mécanique.

### Innovations techniques

La scie de Hiérapolis, la plus ancienne machine connue utilisant un système de bielles et manivelles,,

## Acquisition de nouvelles technologies

### La transmission du savoir
Les réalisations romaines sont pour la plupart des réalisations d'artisans et pour les plus imposantes de savants architectes, formés par un système d'apprentissage qui eut pour héritier le  compagnonnage du Moyen Âge. Tous les maîtres artisans ne donnaient leurs secrets qu'à leurs apprentis de façon à éviter la concurrence d'autres artisans et à assurer par leur réputation le recrutement des meilleurs apprentis. Vitruve fut une rare exception à cette règle. Un de ces savants les plus célèbres était Apollodore de Damas.
Nous ne connaissons la plupart de leurs réalisations qu'à travers les textes latins traduits de l'arabe eux-mêmes traduits de textes grecs, par exemple Héron d'Alexandrie , ou de voyageurs décrivant les réalisations romaines comme Pline le Jeune ou Strabon.
Les techniciens romains, pour faire leurs calculs, devaient utiliser le système de numération romain pour les Unités de mesure romaines en utilisant l'abaque romain.

## Moyens techniques

### La maîtrise de l'énergie
- Moulin à eau

### Outils

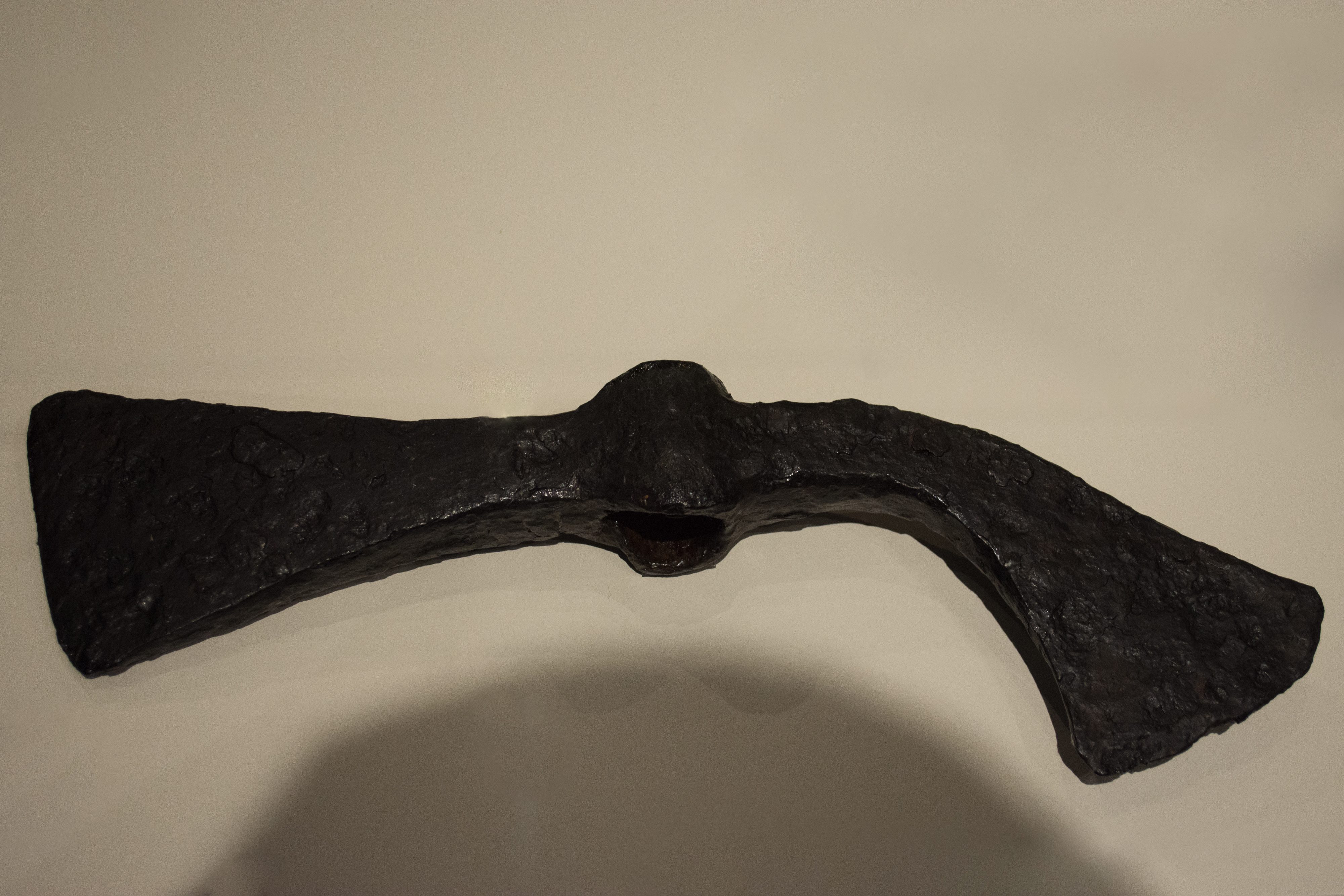
Partie métallique d'une dolabre

- La dolabre (dolabra) est l'outil universel du légionnaire pour la réalisation des murailles de protection des camps ; elle a 2 faces : hache ou cognée d'un côté, et pioche ou pic de l'autre. Elle sert accessoirement d'arme.

### Appareils de mesure
- la libra aquaria (horizontale par le principe des vases communicants) ;

- la dioptra d'Héron d'Alexandrie, ancêtre du théodolite ;
- la groma, ancêtre de l'équerette ;
- le chorabate pour la vérification des niveaux.

## Savoir-faire
De nombreuses innovations furent apportées au savoir-faire. Les techniques de la métallurgie, de l'agriculture, de la marine de guerre, et bien sûr de l'architecture (y compris la charpente et la construction d'engins de siège) formaient un savoir spécifique donnant un avantage technologique au Romains. L'art romain et les techniques comme l'orfèvrerie ou la sculpture  sont directement hérités des techniques grecques. La médecine et la pharmacopée constituaient un savoir important, hérité des grecs, mais que les romains ont su développer. Les techniques de conservation des aliments et les techniques agricoles sont décrits par de nombreux auteurs dans des traités géoponiques. Le savoir-faire dans la réalisation des vêtements est également important.

## Les réalisations
Les machines romaines étaient aussi rares que peu utiles en raison de la présence de nombreux esclaves.[réf. nécessaire] La maîtrise de l'espace fut un enjeu majeur pour les romains, et leurs plus brillantes réalisations sont essentiellement des réalisations architecturales : routes, Aqueducs, thermes, ponts, amphithéâtres.
- Abaque romain
- Charrue romaine en fer
- Les céramiques

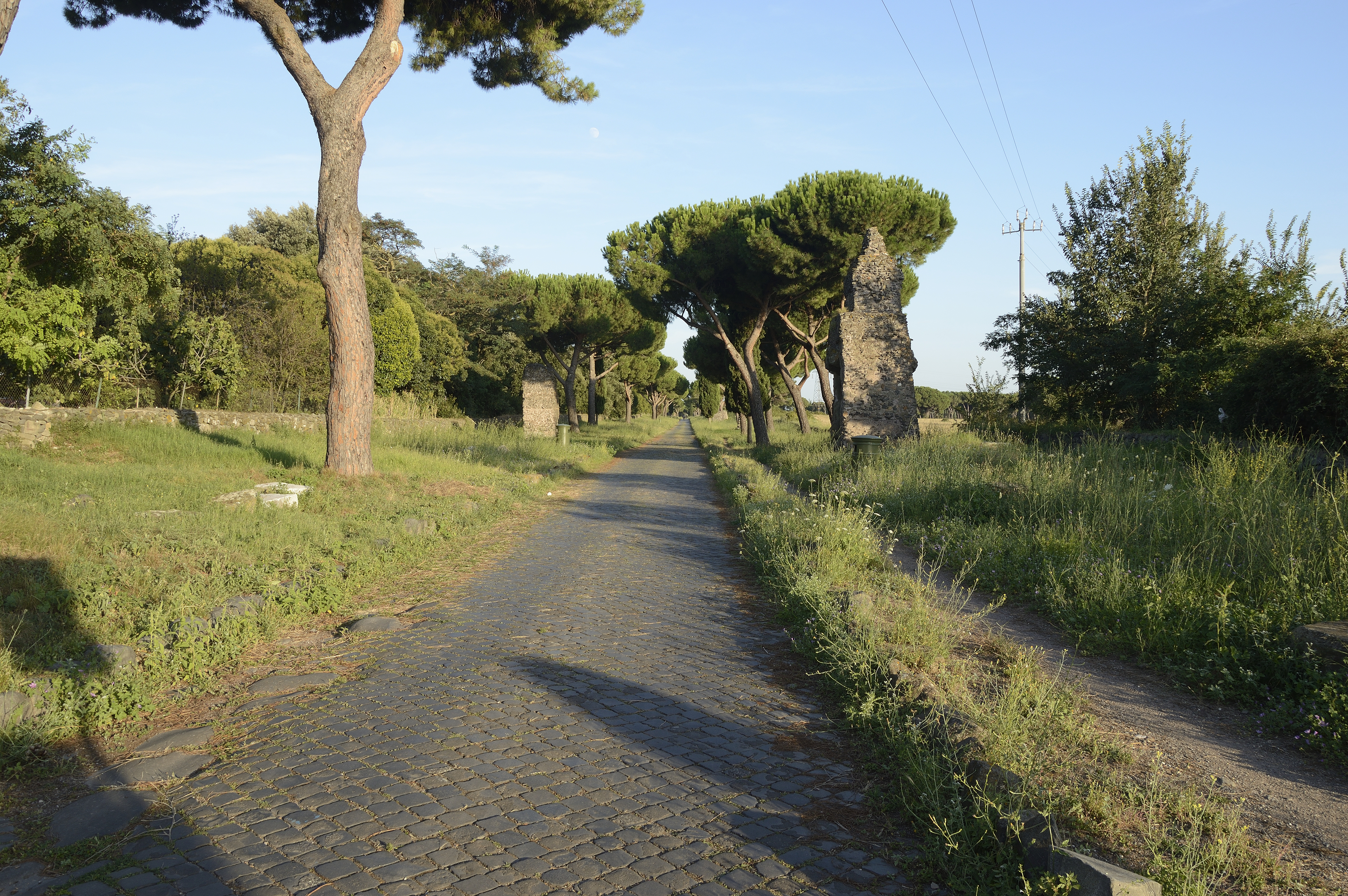
La Via Appia, dans le sud de l'Italie, est toujours praticable.

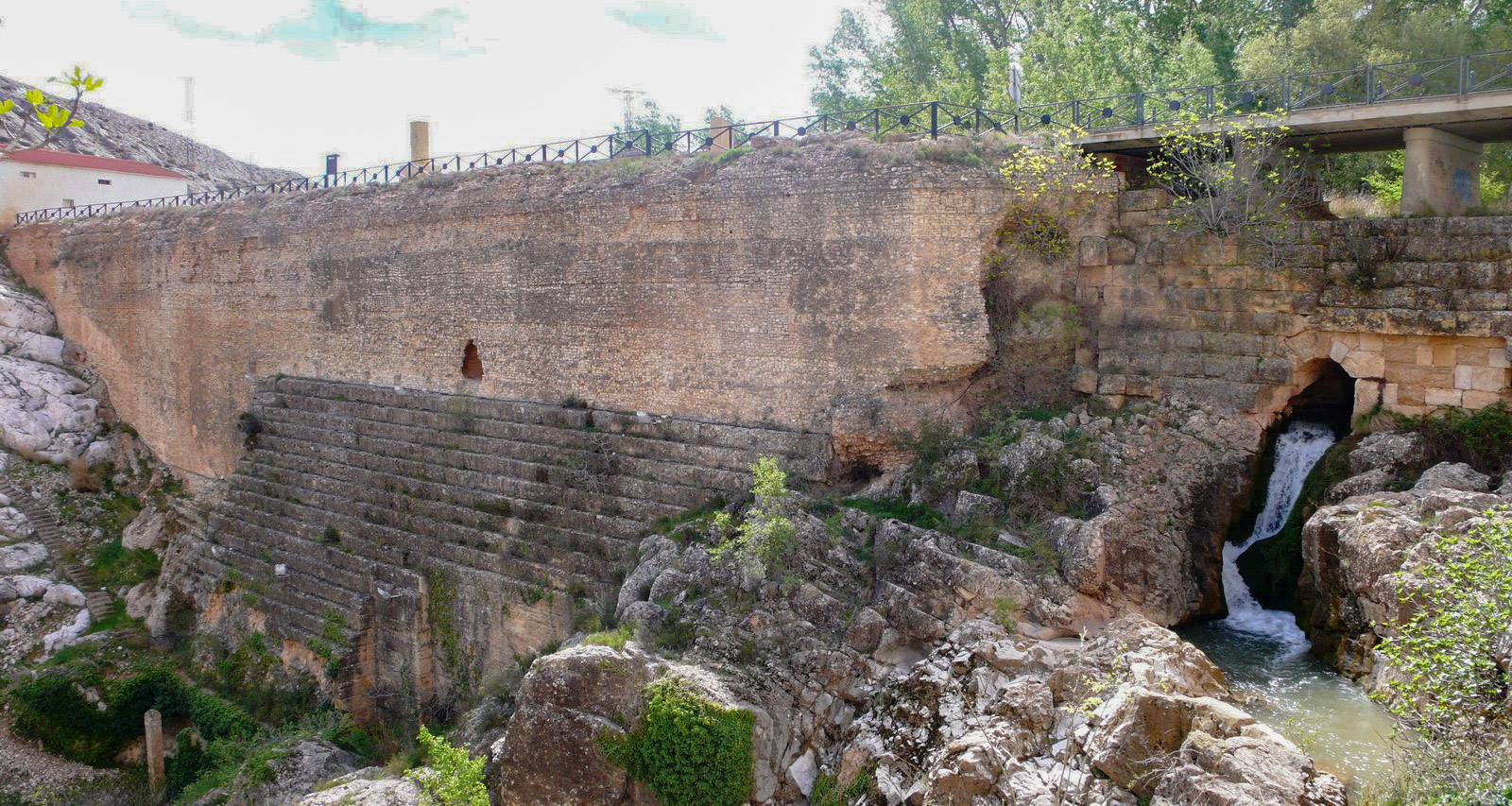
Barrage romain d'Almonacid de la Cuba, province de Saragosse, (Espagne).

- Mortier de chaux (ou de chaux et pouzzolane)
- Verre à vitre et double vitrage
- Arche romaine[Quoi ?]
- Aqueduc, Barrage, Thermes, Pont romain, Tunnel
- Voie romaine
- Égout
- Hydromètre, mentionné dans une lettre de Synesius
- Miroir, mentionné par Pline le Jeune
- La première carte, la Forma Urbis Romae[4]

## Impact environnemental
Les innovations romaines eurent un impact environnemental. Le développement des genres de blé dans le nord de l'Empire a conduit au développement de grands domaines agricoles et à l'augmentation des populations dans ces régions[pas clair].